# 天津市北辰医院
天津市北辰医院，始建于1963年10月，位于天津市北辰区北医道7号，是一家三级甲等综合医院。同时，天津市北辰医院是南开大学医学院的临床见习基地，是天津医科大学临床医学院、天津医学高等专科学校、石家庄协和医学高等专科学校、河北北方学院、河套学院的教学医院。

## 历史沿革
天津市北辰医院，始建于1963年10月。1992年，获批成为天津市首批二级甲等综合性医院。2014年，晋升为三级乙等综合医院。2018年，晋升为三级甲等综合性医院。